# 표도르 샬리아핀

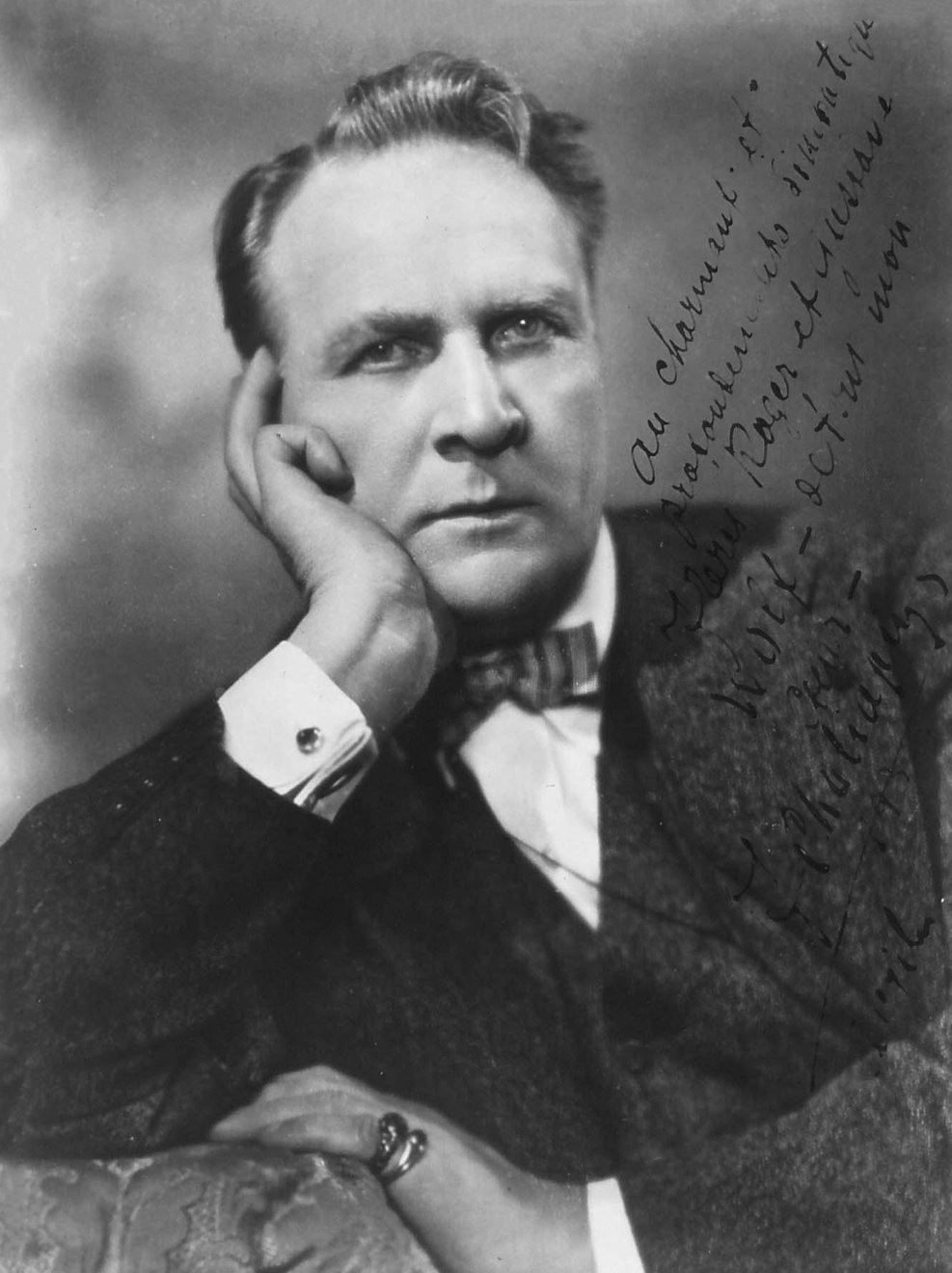

표도르 이바노비치 샬리아핀 (1873년 2월 13일  – 1938년 4월 12일)은 러시아의 오페라 가수이다. 깊고 표현력 있는 베이스인 그는 주요 오페라 하우스에서 중요한 국제적 경력을 누렸고 종종 그가 선택한 예술 형식으로 자연주의적 연기의 전통을 확립한 것으로 알려져 있다.
샬리아핀은 1873년 2월 13일 (1일, OS)) 카잔에서 태어났다.
그의 성악 교사는 드미트리 우사토프(1847-1913)였다. 샬리아핀은 1894년 트빌리시, 상트페테르부르크의 제국 오페라에서 경력을 시작했다. 구노의 파우스트에서 메피스토펠레스로 처음 등장했으며 그 역할에서 상당한 성공을 거두었다.
샬리아핀은 세르게이 라흐마니노프(1873-1943)를 만났는데 그는 그곳에서 보조 지휘자로 일하고 있었고 평생 친구로 지냈다. 라흐마니노프는 그에게 악보 분석 방법을 포함하여 음악성에 대해 많은 것을 가르쳤고 샬리아핀에게 자신의 역할뿐만 아니라 그가 출연할 예정인 오페라의 다른 모든 역할도 배우도록 주장했다. 라흐마니노프와 함께 그는 무소르그스키의 보리스 고두노프의 타이틀 역할을 배웠고, 이는 그의 대표 캐릭터가 되었다.
1. ↑  Gregory Freidin. Feodor Chaliapin. Encyclopaedia Britannica